# Речица (Столинский район)
Ре́чица (бел. Рэ́чыца) — рабочий посёлок в Столинском районе Брестской области Беларуси. Административный центр Речицкого сельсовета. Расположена железнодорожная станция Горынь.
Численность населения — 5 538 человек (на 1 января 2025 года).

## География
Расположен в 6 км к юго-западу от города Столин и в 6 км от границы с Украиной.

### Гидрография
Вблизи посёлка протекает река Горынь, по вине которой каждый год происходят наводнения и паводки.

## История
6 июля 1960 года деревня Речица была преобразована в рабочий посёлок.
В будущем планируется слияние рабочего посёлка с городом Столин.

## Население
| Численность населения: |
| График не отображается по техническим причинам. Чтобы исправить это, воспроизведите график в новом формате, если это возможно. |

В 2017 году в Речице родилось 75 и умер 81 человек. Коэффициент рождаемости — 12,4 на 1000 человек (средний показатель по району — 13,4, по Брестской области — 11,8, по Республике Беларусь — 10,8), коэффициент смертности — 13,3 на 1000 человек (средний показатель по району — 14,9, по Брестской области — 12,8, по Республике Беларусь — 12,6). Уровни рождаемости и смертности в Речице выше, чем в Столине.
Население — 5884 человек (2019).
Численность населения — 5 538 человек (на 1 января 2025 года).

## Экономика
- ОАО «Горынский комбинат строительных материалов» (керамические изделия);
- ОАО «Горынский агрокомбинат» (плодоовощные консервы)[11].

## Инфраструктура
Имеются 2 школы (было 3 школы), железнодорожный вокзал, таможня, церковь, кинотеатр, а также Дом культуры и музыкальная школа, три детских сада.

## Культура
- Дом культуры
- Речицкий музей народной славы[12] — филиал учреждения культуры «Столинский районный краеведческий музей».

## Достопримечательности
- Храм Покрова Пресвятой Богородицы (1994)
- Дом молитвы

### Утраченное наследие
- Речицкий дворец — построен на рубеже XIX и XX веков Владимиром де Вирионом.

## Галерея
- Речицкий дворец, 1937
- Храм Покрова Пресвятой Богородицы
- Храм Покрова Пресвятой Богородицы
- Валун около церкви
- Железнодорожный мост через Горынь
- Железнодорожная станция Горынь
- Железнодорожная станция Горынь
- Железнодорожная станция Горынь
- Амбулатория
- Торговый объект
- Улица Пушкина